# Laticilla cinerascens
A Laticilla cinerascens a madarak osztályának verébalakúak (Passeriformes) rendjébe és a Pellorneidae családjába tartozó faj.

## Rendszerezése
A fajt Arthur Hay Tweeddale 9. márkija, skót katona és ornitológus írta le 1874-ben, az Eurycercus nembe  Eurycercus cinerascens  néven. Sorolták a Prinia nembe Prinia cinerascens néven is.

## Előfordulása
Dél-Ázsiában, Banglades és India területén honos. A természetes élőhelye a szubtrópusi vagy trópusi szezonálisan elárasztott és száraz legelők és cserjések, valamint édesvizű tavak, mocsarak, folyók és patakok környéke. Állandó, nem vonuló faj.

## Megjelenése
Testhossza 17 centiméter, testtömege 19 gramm.

## Életmódja
A talaj közelében, párban, vagy kisebb csapatban keresgéli rovarokból álló táplálékát.